# Paris Football Club (femení)
El París FC és un club de futbol femení francès amb seu a Viry-Châtillon, un suburbi de París. El club és la secció femenina del club masculí de la Ligue 2 Paris FC. Es va fundar l'any 1971 i actualment juga a la Divisió 1 Femenina, la primera divisió del futbol femení a França. El club juga a la primera divisió des de 1987.
El Paris FC es va fundar el 1971 com a Étoile Sportive de Juvisy-sur-Orge, la secció de futbol femení del club local ES Juvisy, amb seu a Juvisy-sur-Orge. Després de 14 anys, la secció es va separar del club, va formar el seu propi club amb el nom de Football Club Féminin Juvisy Essonne i es va traslladar a la comuna de Viry-Châtillon. Tot i traslladar-se de Juvisy-sur-Orge, el club femení va conservar el nom de FCF Juvisy amb el suport financer i el suport de la comuna i del Consell General d'Essonne. A la temporada 1991–92, el Juvisy va guanyar el seu primer campionat femení de la Divisió 1. Entre els anys 1994-2003, el club va guanyar quatre títols de lliga i més tard va guanyar un títol de la Copa de França el 2005 fent de Juvisy un dels clubs amb més èxit del futbol femení francès. El Juvisy va participar habitualment a la Copa Femenina de la UEFA i, la temporada 2010-11, va fer la seva primera aparició a la Lliga de Campions Femenina de la UEFA. El 6 de juliol de 2017, l'FCF Juvisy es va vendre al Paris FC com a secció femenina i va passar d'una estructura d'aficionats a una configuració professional completa.
El club està dirigit per Emmanuel Beauchet i capitanejat per la internacional francesa Gaëtane Thiney. La futbolista retirada Sandrine Soubeyrand és la líder de tots els temps en internacionalitats de la selecció francesa i va disputar més de 200 partits amb el Juvisy. Una de les altres jugadores destacades del club és Marinette Pichon. Pichon va ser la màxima golejadora de la selecció nacional femenina de tots els temps. Juga els seus partits com a local a l'Stade Charléty de París (de 19.151 localitats) després d'haver jugat anteriorment a l'Stade Robert-Bobin de Bondoufle.

## Rivalitats
Els parisencs comparteixen una forta rivalitat amb el París Saint-Germain. Conegut com el Derbi parisenc, els dos equips competeixen per ser el millor equip de la capital. Abans que el PSG es convertís en un club d'elit a la dècada de 2010, el Paris FC era l'equip més gran del país i normalment tenia el avantatge contra els seus rivals de la ciutat. De fet, el PFC va ser l'últim equip a guanyar el títol de lliga, a part de Lió el 2006, abans que el PSG obtingués la seva primera corona el 2021. Actualment, el PSG domina el derbi gràcies a l'enorme abisme creat entre ells per la inversió dels seus propietaris de Qatar, mentre que el Paris FC intenta consolidar-se com el tercer equip de França.
També té rivalitat amb el FC Fleury 91.

## Galeria

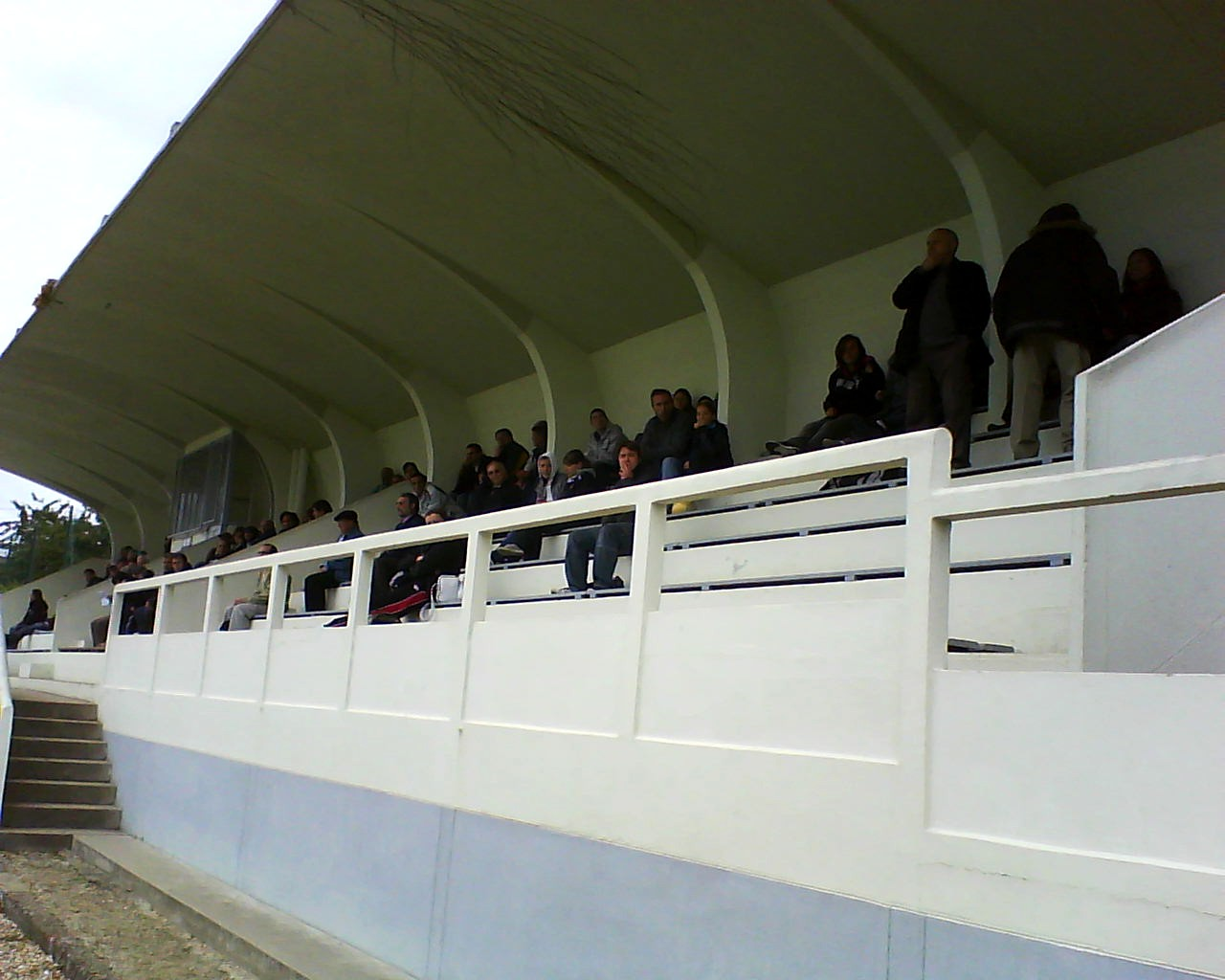
Estadi del Juvisy
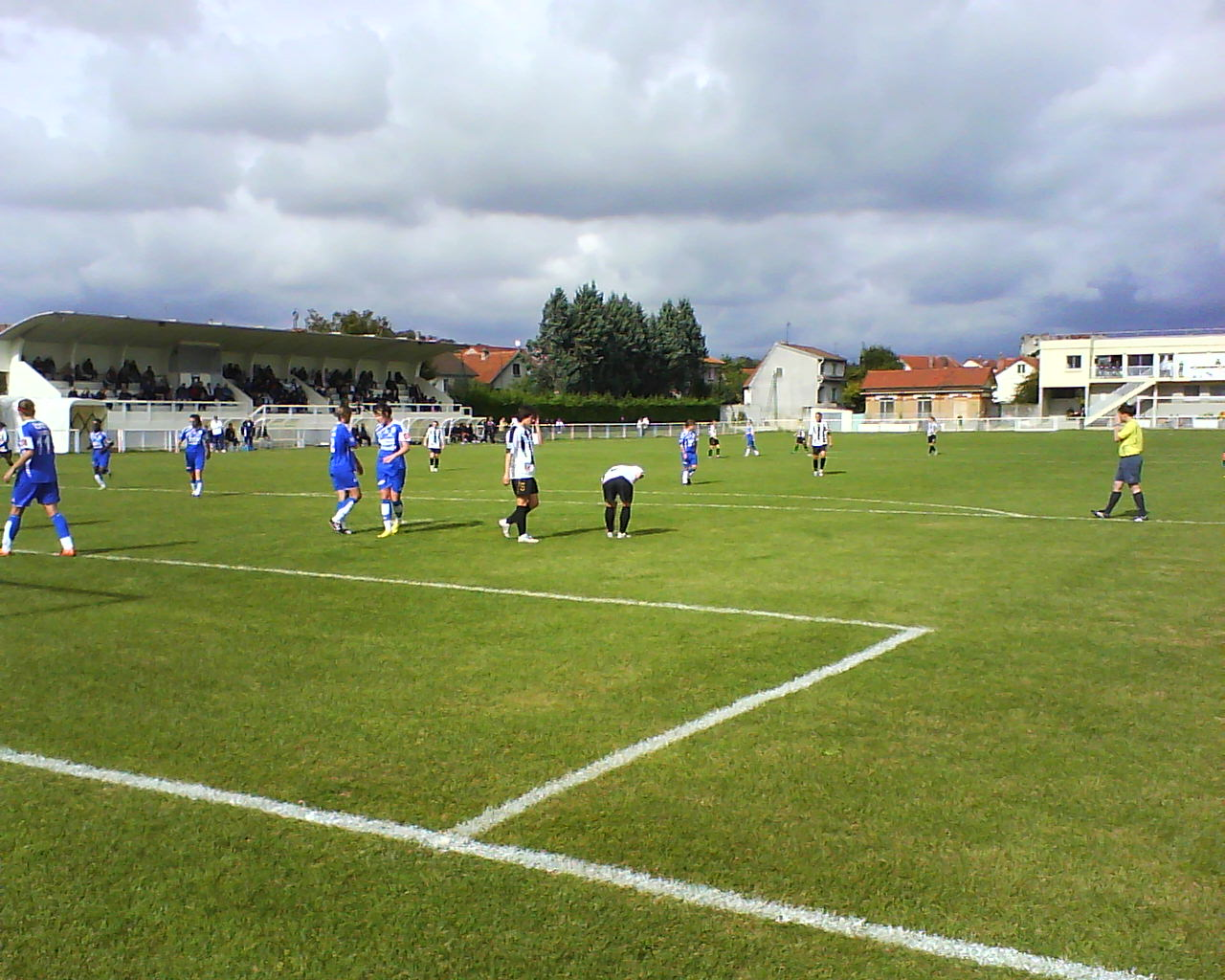
FCF Juvisy - FF Yzeure (26 setembre 2010)
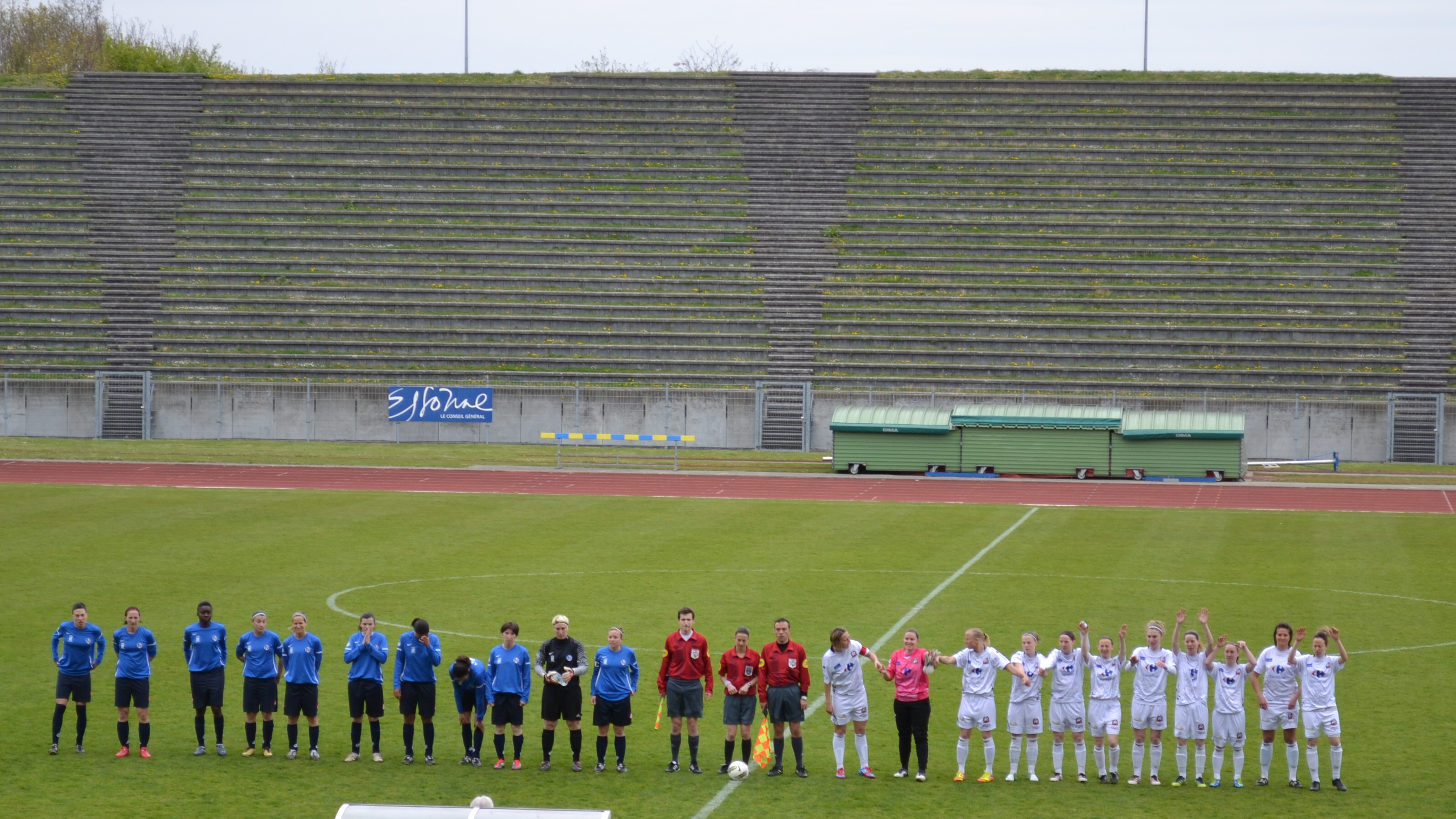
FCF Juvisy - AS Muretaine (8 abril 2012)

## Palmarès

### Domèstica
- 1a Divisió Femenina
  - Guanyadors (6): 1991–92, 1993–94, 1995–96, 1996–97, 2002–03, 2005–06
- Copa de França
  - Guanyadors (1): 2005

### Europeu
- Lliga de Campions Femenina de la UEFA
  - Semifinalistes: 2012–13

### Per invitació
- Torneig de Menton
  - Guanyadors (1): 1993